# Cecilia Grierson
Cecilia Grierson (Buenos Aires, 22 novembre 1859 – Buenos Aires, 10 aprile 1934) è stata una medica argentina, educatrice infermieristica, femminista e prominente libera pensatrice. Prima donna a conseguire la laurea in Medicina in Argentina.

## Primi anni
Nata da Jane Duffy e John Parish Robertson Grierson. Il nonno paterno, William Grierson, era un colone scozzese che si insediò a Monte Grande nel 1825.
Ha passato i primi anni nell'estancia di famiglia, costituita da benestanti contadini, nella Provincia di Entre Ríos. All'età di sei anni fu mandata a Buenos Aires per studiare inglese e francese a scuola, salvo dover poi rientrare dopo la prematura morte del padre. Assistette sua madre nella gestione di una scuola di campagna, dove poi insegnò. Tornò a Buenos Aires all'età di quindici anni per frequentare la prima Scuola Normale per ragazze, dove assunse il titolo di insegnante nel 1878. Fu nominata da Domingo Faustino Sarmiento insegnante nella vicina scuola per ragazzi, e dopo la perdita di un caro amico, decise di iscriversi a Medicina.

## Carriera medica
Grierson affrontò una trincerata opposizione per il suo ingresso nella scuola medica nel 1883, anche con un presunto requisito per il latino, che veniva insegnato solo in alcune scuole per ragazzi, e le fu chiesto di fornire giustificazioni scritte per la sua motivazione a diventare dottore.
A quel tempo le donne erano interdette a frequentare Medicina nelle quattro università del paese; infatti, nel XIX secolo poche donne ottennero una formale educazione secondaria in Argentina. Grierson, comunque, era una studentessa modello, offrendosi anche come assistente non pagata di laboratorio e, nel 1885, iniziò il suo tirocinio sotto le attenzioni del Dipartimento di Salute Pubblica. Organizzò un servizio di ambulanza mentre, con il dipartimento, introdusse l'utilizzo delle campane di allarme (equivalenti alle attuali sirene), innovazione che fino a quel momento era esclusiva dei vigili del fuoco. Il suo lavoro durante un'epidemia di colera nel 1886 fu largamente riconosciuto per la cura dei pazienti nell'Unità di Isolamento (nell'attuale ospedale di Muñiz).
Fu anche una pioniera in chinesiologia. Introdusse un corso in terapia del massaggio alla Facoltà di Medicina, e in seguito esplicò le sue idee in un libro, Massaggio Pratico. Il testo fu letto ampiamente e giocò un ruolo chiave nello sviluppo della moderna chinesiologia in Argentina. Entrò nello staff dell'ospedale di Rivadavia nel 1888, e si laureò nel 1889 con una brillante tesi in ginecologia dal titolo: Istero-ovariectomie effettuate nell'ospedale di Mujeres dal 1883 al 1889 (Estrazioni OVariche all'ospedale delle donne, 1883-1889). Perciò Grierson diventò la prima donna a laurearsi in Medicina in Argentina.
Dopo la laurea iniziò a lavorare presso l'ospedale San Roque (attuale ospedale Ramso Mejía). Tenne inoltre corsi di anatomia all'Accademia di Belle Arti, e fornì supporto psicologico gratuito e lezioni per bambini con bisogni speciali, quali ciechi e sordomuti. Scrisse altri libri: La educación del ciego (L'educazione del cieco), Cuidado del enfermo (Cura del paziente) e Primer Tratado Nacional de Enfermería (Primo trattato nazionale infermieristico).
Grierson fondò la prima scuola di infermieristica in Argentina, all'ospedale Britannico di Buenos Aires, nel 1890. Vi si tenevano lezioni per la cura dei bambini, primo soccorso e trattamento dei pazienti. Quest'iniziativa portò, nel 1891, alla creazione della Scuola di Infermieristica, che Grierson diresse fino al 1913. Questo successo l'aiutò a diventare membro fondatore dell'Associazione Medica Argentina (1891). Incoraggiata dai risultati della Terza Conferenza Internazionale della Croce Rossa sul primo soccorso, creò la Società Argentina di Primo Soccorso nel 1892, pubblicando un libro sulla cura delle vittime degli incidenti.
Prese parte, nel 1892, al primo taglio cesareo in Argentina, fondò l'Associazione Nazionale delle Ostetriche nel 1901, e il giornale Revista Obstétrica. Ha anche dato lezioni di ginnastica alla Facoltà di Medicina, e fu mentore delle poche altre studentesse donna; una di queste, Armandina Poggetti, diventò la prima donna in Argentina ad avere una laurea in Farmacia.
Fondò la Società di Economia Domestica nel 1902, la prima nel suo genere in Argentina e, nel 1907, istituì il corso di Economia Domestica alla Scuola Secondaria per Ragazze di Buenos Aires (il primo corso di questo tipo in Argentina). A seguito del suo rapporto, nel 1909, sulle migliorate condizioni in Europa in merito a educazione, standard di vita e disponibilità di istituti tecnici, il Consiglio di Educazione Nazionale approvò un curriculum per le scuole tecniche in Argentina. Grierson pubblicò Educación técnica de la mujer (Educazione tecnica della donna), introducendo lo studio della cura dei bambini in queste scuole. Tenne dei corsi alla Scuola di Belle Arti e alla Scuola Secondaria Nazionale per Ragazze, dove insegnò dalla sua istituzione nel 1907. Il governo argentino la nominò rappresentante della prima Conferenza Internazionale Eugenica, tenutasi a Londra nel 1912.

## Attivismo femminista
Si batté molto per i diritti delle donne in Argentina.